# Monilearia granostriata
Monilearia granostriata is een slakkensoort uit de familie van de Cochlicellidae. De wetenschappelijke naam van de soort is voor het eerst geldig gepubliceerd in 1857 door Mousson.